# Iveta Mukuchyan
Iveta Mukuchyan (in armeno Իվետա Մուկուչյան; Erevan, 14 ottobre 1986) è una cantante e modella armena. Ha rappresentato l'Armenia all'Eurovision Song Contest 2016 con il brano LoveWave.

## Biografia
Iveta Mukuchyan nasce a Erevan, in Armenia (allora parte dell'Unione Sovietica), il 14 ottobre 1986. Frequenta l'asilo a Erevan, e dopo, nel 1992, la sua famiglia si trasferisce in Germania, dove va a scuola dal 1998 al 2006 frequentando la Catholic Sankt-Ansgar-Schule ad Amburgo. Nel 2009, su consiglio dei genitori, ritorna in Armenia e resta nella sua contea natale, nonostante tutte le difficoltà che avesse. Inizia a studiare jazz-vocal alla Yerevan Komitas State Conservatory.
Nel 2010 la Mukuchyan partecipa alla quarta stagione di Hay Superstar, posizionandosi quinta in classifica. Un anno dopo partecipa alla seconda stagione di The Voice of Germany. Si esibisce con il brano Euphoria di Loreen e viene scelta da Xavier Naidoo per il suo team, all'interno del quale risulta vincitrice nella seconda fase del programma. A dicembre 2012 è soprannominata l'armena più sexy dal magazine El Style. Nello stesso anno Mukuchyan collabora nel singolo Freak del produttore discografico Lazzaro, il quale suscita ampia reazione nei media armeni.
Il 13 ottobre 2015 la televisione pubblica ARMTV sceglie, tramite selezione interna, Iveta Mukuchyan come rappresentante dell'Armenia all'Eurovision Song Contest 2016 a Stoccolma, in Svezia, con la canzone LoveWave raggiungendo il settimo posto nella finalissima ottenendo 249 punti

## Discografia

### Album
- 2017 - Armenian Folk

### EP
- 2016 - IvaVerse

### Singoli
- 2012 - Right Way to Love
- 2012 - Freak (con Lazzaro)
- 2014 - Summer Rain (con Lazzaro)
- 2015 - Simple Like a Flower
- 2015 - Ari Yar
- 2016 - LoveWave
- 2016 - Amena
- 2017 - Hayastan jan
- 2017 - Depi nor irakanutyun
- 2018 - Siraharvelem qez
- 2018 - Hayastani axjikner

### Partecipazioni
- 2014 - AA.VV. Dream Dance Vol. 73 con il brano Summer Rain (Uplink Remix Edit)
- 2014 - AA.VV. Future Trance Vol. 70 con il brano Summer Rain (Uplink Remix Edit)
- 2016 - AA.VV. Eurovision Song Contest Stockholm 2016 - Come Together con il brano LoveWave